# Flemmie Pansy Kittrell
Flemmie Pansy Kittrell (Henderson, Carolina del Norte, 25 de diciembre de 1904 - Washington D.C, 3 de octubre de 1980) fue la primera mujer afroamericana en obtener un doctorado en nutrición.

## Trayectoria
Flemmie Pansy fue hija de James y Alice Kittrell, una familia de aparceros que le daba mucha importancia a la educación: ella y sus ocho hermanos fueron motivados a estudiar en la escuela y elogiados por sus logros.
Kittrell se graduó de la escuela secundaria con honores y recibió una licenciatura del Instituto Hampton en Hampton, Virginia en 1928. Desde los once años trabajó como cocinera y criada para costear sus estudios. Estudió economía doméstica tras darse cuenta de que esta especialidad podría abrirle la puerta a campos científicos hasta entonces cerrados a las mujeres. Sus profesores en Hampton, especialmente Thomas Wyatt Turner, la animaron a continuar sus estudios de ciencias y economía doméstica en la escuela de posgrado. En una época en que había muy pocas estudiantes posgrado eran mujeres, Kittrell recibió una beca de la Universidad de Cornell.
Terminó su maestría en 1930 y recibió su doctorado en nutrición en 1936. Su tesis doctoral fue Un estudio sobre las prácticas de alimentación infantil de los negros en una comunidad seleccionada de Carolina del Norte.  Esta investigación se centró en temas como los niveles de requerimientos de proteínas en adultos, la alimentación adecuada de los bebés negros y la importancia de las experiencias de enriquecimiento preescolar para los niños. Fue la primera afroamericana en obtener un doctorado en nutrición y la primera mujer afroamericana en obtener un doctorado en la Universidad Cornell. 
Kittrell fue profesora de secundaria al principio de su carrera. Sin embargo, en 1928 pasó a ser directora de nutrición en el Bennett College en Greensboro, Carolina del Norte. Durante 1940-1944 trabajó en el Instituto Hampton en Virginia como profesora de Nutrición, convirtiéndose más tarde en decana de la Mujer y jefa del departamento de Economía Doméstica. En 1940 regresó a Hampton donde durante la Segunda Guerra Mundial, ella y sus alumnas enseñaban a las familias de su distrito como racionar y sustituir lo alimentos. El Departamento de Economía Doméstica también organizaba eventos entre los cuales había bailes para soldados negros en formación y sus familias.
Su faceta pacifista le hizo trabajar como voluntaria para la Liga Internacional de Mujeres por la Paz y la Libertad durante los años de la Segunda Guerra Mundial. También asistió a la reunión fundadora del Movimiento por la Paz Estadounidense (APM) en Chicago en 1940. El APM tenía vínculos con el Partido Comunista aunque Kittrell evitaba el comunismo. Sin embargo, alguien en Hampton envió un aviso al FBI en 1941 afirmando que Kittrell había recibido correo de la APM, por lo que fue vigilada por el FBI durante los siguientes 20 años. En 1944, dejó el Instituto Hampton para convertirse en jefa del departamento de Economía Doméstica en la Universidad Howard en Washington D. C.. En Howard desarrolló un plan de estudios más amplio en la Economía Doméstica en la que se empezó a  incluir el desarrollo infantil en la carrera. Ella creía que los economistas domésticos deberían preocuparse por las familias de bajos ingresos y pertenecientes a minorías en pueblos pequeños y áreas rurales. Kittrell también combinó el plan de estudios de Economía Doméstica con cursos de otras áreas de las ciencias e ingenierías.
En 1947, Kittrell inició una cruzada internacional para mejorar la nutrición. Dirigió un grupo en Liberia, donde encontró que la dieta de la gente estaba deficiente en proteínas y vitaminas.  En esta investigación sus informes describieron el "hambre oculta", que describió en sus trabajos como una subcategoría de desnutrición. Este término se refiere a la sensación de sentirse lleno aunque el cuerpo no recibe los nutrientes adecuados.
En 1949 publicó un estudio comparativo de la dieta y la selección alimentaria entre norteamericanos blancos y negros. Demostró que muchas enfermedades que padecían los negros americanos estaba asociados a la discriminación racial en el alojamiento, el empleo y los servicio médicos y no tanto en las malas decisiones alimentarias de ese sector de la población. Años más tarde, las organizaciones académicas, profesionales y activistas aplicaron esta perspectiva interseccional en sus campañas de nutrición.  De hecho sus estudios provocaron muchos cambios en las prácticas agrícolas de Liberia y otros países.
Posteriormente viajó a la India, Japón, Uganda, Kenia, Congo, Sudáfrica, Mozambique, Rhodesia, Tailandia, Zaire, Angola, Australia, Nueva Zelanda, Birmania, Bangladés y Rusia. Kittrell utilizó estos viajes de investigación para compilar el libro de cocina de la Asociación Estadounidense de Economía Doméstica, Recetas favoritas de las Naciones Unidas. Mientras el FBI la vigilaba, ella viajó por el mundo bajo el patrocinio de las Naciones Unidas, la Iglesia metodista, la Asociación Americana de Economía Doméstica, la Liga Internacional de Mujeres por la Paz y la Libertad, el Programa Punto Cuatro del gobierno de los EE. UU. y la Fundación Ford, entre otros.  En 1950 creó un programa de capacitación a nivel universitario en Economía Doméstica en Baroda University, en Vadodara, India, mientras era becaria Fulbright. También dio clases de alimentación y nutrición, faciliatndo el intercambio de estudios de mujeres indias en universidades extranjeras. Después de 1957, estuvo investigando en Japón y Hawái. En 1962 a la edad de 58 años viajó al Congo donde creó nuevos departamentos de Economía Domésticas en las nuevas instituciones de educación superior del joven país.
Además de establecer programas en el extranjero, Kittrell diseñó un programa en la Universidad Howard para reclutar estudiantes de otros países. La Universidad Howard se hizo conocida en todo el mundo como líder en nutrición y desarrollo infantil. Utilizó fondos públicos y privados para realizar seminarios sobre las últimas investigaciones nutricionales, para alentar a las mujeres a obtener títulos avanzados y para ayudar a otras escuelas a desarrollar programas de calidad.
En la década de 1960, Kittrell jugó un papel decisivo en la creación del programa Head Start.  Su centro de Estudios Domésticos fue un modelo para dicho programa que surgió como parte de la Guerra contre la Pobreza de Lyndon B. Johnson.
Fue honrada por su importante trabajo. En 1967 protestó contra el apartheid en Sudáfrica, que oprimía a las comunidades no blancas y privilegiaba la minoría blanca. Indignada por la pasividad norteamericana, fue una de los cinco norteamericanos que intentaron entrar en el país sin visado para dramatizar su protestas.
También se centró en las necesidades de los niños norteamericanos en los años 60, época en la que 1 de cada 5 niños vivía dentro del umbral de la pobreza. Convencida de la vida saludable empezaba en una edad temprana, amplió el programa de cuidados primarios de la Universidad de Howard aumentando el énfasis sobre los padres, que ella consideraba como claves para reforzar las familias.
Se retiró de la docencia en 1972, pero continuó trabajando como consultora y profesora en diversos entornos. Después de su jubilación en 1973, la Universidad de Howard la nombró profesora emérita del Departamento de Ecología Humana, cargo que ocupó hasta su muerte en 1980.
Durante su carrera, Kittrell mejoró la calidad de vida de miles de personas y centró la atención mundial en los problemas relacionados con la desnutrición y el desarrollo infantil. Nunca se casó ni tuvo hijos, lo que ella atribuía a su incapacidad de nunca estar lo suficientemente quieta para que le pudieran pedir su mano.
Kittrell murió inesperadamente, de un paro cardíaco el 3 de octubre de 1980, en Washington D. C.

## Premios y reconocimientos
Recibió el pergamino de Honor al Consejo Nacional de Mujeres Negras en 19161. El gobierno de Liberia le le premió por su servicio al país en 1974. La Asociación Estadounidense de Economía Doméstica creó una beca en su nombre.
La Escuela de Posgrado de Cornell creó la Medalla de Honor Turner Kittrell para los antiguos alumnos que hayan hecho contribuciones nacionales o internacionales significativas al avance de la diversidad, la inclusión y la equidad en el ámbito académico, la industria o el sector público. El primer premiode este certamen fue otorgado en 2017.